# David C. Jewitt
David C. Jewitt (Inglaterra, 1958) é um astrônomo inglês. É professor de astronomia terrestre e planetária da Universidade da Califórnia em Los Angeles.

## Publicações selecionadas
| Asteroides descobertos: 42 | Asteroides descobertos: 42 |
| --- | -------------------------- |
| 10370 Hilónome[1] | 27 de fevereiro de 1995    |
| 15760 Albion[1] | 20 de agosto de 1992       |
| (15807) 1994 GV9[2] | 15 de abril de 1994        |
| (15809) 1994 JS[1] | 11 de maio de 1994         |
| (15820) 1994 TB[2] | 2 de outubro de 1994       |
| (15836) 1995 DA2[1] | 24 de fevereiro de 1995    |
| (15874) 1996 TL66[1][2][3] | 9 de outubro de 1996       |
| (15875) 1996 TP66[1][3] | 11 de outubro de 1996      |
| (15883) 1997 CR29[2][3] | 3 de fevereiro de 1997     |
| (19308) 1996 TO66[1][3] | 12 de outubro de 1996      |
| (20108) 1995 QZ9[2] | 29 de agosto de 1995       |
| (20161) 1996 TR66[1][2][3] | 8 de outubro de 1996       |
| (24952) 1997 QJ4[1][3][4] | 28 de agosto de 1997       |
| (24978) 1998 HJ151[1][3][5] | 28 de abril de 1998        |
| (32929) 1995 QY9[2] | 31 de agosto de 1995       |
| (33001) 1997 CU29[1][2][3] | 6 de fevereiro de 1997     |
| (58534) 1997 CQ29[1][2][3] | 4 de fevereiro de 1997     |
| (59358) 1999 CL158[1][3] | 11 de fevereiro de 1999    |
| 66652 Borasisi[1][3] | 8 de setembro de 1999      |
| 79360 Sila-Nunam[1][2][3] | 3 de fevereiro de 1997     |
| (79969) 1999 CP133[1][3] | 11 de fevereiro de 1999    |
| (79978) 1999 CC158[1][3][6] | 15 de fevereiro de 1999    |
| (79983) 1999 DF9[1][3] | 20 de fevereiro de 1999    |
| (91554) 1999 RZ215[1][3] | 8 de setembro de 1999      |
| (118228) 1996 TQ66[1][2][3] | 8 de outubro de 1996       |
| (129746) 1999 CE119[1][3] | 10 de fevereiro de 1999    |
| (131695) 2001 XS254[6][7] | 9 de dezembro de 2001      |
| (131696) 2001 XT254[6][7] | 9 de dezembro de 2001      |
| (131697) 2001 XH255[6][7] | 11 de dezembro de 2001     |
| (134568) 1999 RH215[1][3] | 7 de setembro de 1999      |
| (137294) 1999 RE215[1][3] | 7 de setembro de 1999      |
| (137295) 1999 RB216[1][3] | 8 de setembro de 1999      |
| (148112) 1999 RA216[1][3] | 8 de setembro de 1999      |
| (148975) 2001 XA255[6][7] | 9 de dezembro de 2001      |
| (168700) 2000 GE147[3][6] | 2 de abril de 2000         |
| (181708) 1993 FW[1] | 28 de março de 1993        |
| (181867) 1999 CV118[1][3] | 10 de fevereiro de 1999    |
| (181868) 1999 CG119[1][3] | 11 de fevereiro de 1999    |
| (181871) 1999 CO153[1][3] | 12 de fevereiro de 1999    |
| (181902) 1999 RD215[1][3] | 6 de setembro de 1999      |
| (385185) 1993 RO[1] | 14 de setembro de 1993     |
| (385201) 1999 RN215[1][3] | 7 de setembro de 1999      |
| 1. 1 com J. X. Luu 2. 2 com J. Chen 3. 3 com C. A. Trujillo 4. 4 com K. Berney 5. 5 com D. J. Tholen 6. 6 com S. S. Sheppard 7. 7 com J. T. Kleyna |                            |

Um seleção de suas recentes publicações inclui:
- J. Li, D. Jewitt, J. Clover and B. Jackson (2011). Outburst of Comet 17P/Holmes Observed With The Solar Mass Ejection Imager. Astrophysical Journal, 728, 31.
- B. Yang and D. Jewitt (2011). A Near-Infrared Search for Silicates in Jovian Trojan Asteroids. Astronomical Journal, 141, 95-102.
- M. Drahus, D. Jewitt, A. Guilbert-Lepoutre, W. Waniak, J. Hoge, D. Lis, H. Yoshida and R. Peng (2011). Rotation State of Comet 103P/Hartley 2 from Radio Spectroscopy at 1-mm. Ap. J. Lett., 734, L4.
- D. Jewitt, H. Weaver, M. Mutchler, S. Larson and J. Agarwal (2011). Hubble Space Telescope Observations of Main Belt Comet (596) Scheila. Ap. J. Lett., 733, L4
- H. Hsieh, P. Lacerda, M. Ishiguro and D. Jewitt (2011). Physical Properties of Main-Belt Comet 176P/LINEAR. Astronomical Journal, 142:29.
- D. Jewitt, S. Stuart and J. Li (2011). Prediscovery Observations of Disrupting Asteroid P/2010 A2. Astronomical Journal, 142:28.
- A. Guilbert-Lepoutre and D. Jewitt (2011). Thermal Shadows and Compositional Structure in Comet Nuclei. Ap. J. 743, 31
- D. Jewitt and A. Guilbert-Lepoutre (2012). Limits to Ice on Asteroids (24) Themis and (65) Cybele. Astron. J. 143, 21